# 菜根譚
《菜根譚》，明代洪应明著。揉合儒家中庸、釋家出世、道家無為等思想，並結合自身經驗，形塑為一套出世入世的法則。

## 名字由来
书名取自宋朝作家汪信民：“人就咬得菜根，则百事可成。”

## 成书过程
洪应明，字自誠，號還初道人，是道士，但是其胸怀宽厚，见闻广博，经常出入私塾和佛寺，精通释、道、儒，该书即为三教思想融合之物。

## 评价
明朝洪应明《菜根谭》、陸紹珩《小窗幽记》（又名「醉古堂劍掃」）和清朝王永彬《围炉夜话》一起并称“处世三大奇书”。

## 外部連結
- 《菜根谭》在线阅读 （页面存档备份，存于）
- 《菜根谭》 全文在线阅读 (简繁体白话翻译) （页面存档备份，存于）
- 菜根譚(上) （页面存档备份，存于）
- 菜根譚(下) （页面存档备份，存于）